# Frédéric-Guillaume de Hohenzollern-Hechingen
Titre
Prince de Hohenzollern-Hechingen
13 janvier 1671 – 1er janvier 1730
(58 ans, 11 mois et 19 jours)
Frédéric-Guillaume de Hohenzollern-Hechingen, (en allemand Friedrich Wilhelm von Hohenzollern-Hechingen) né le 20 septembre 1663 à Hechingen et mort le 4 juin 1750 au château Lindich, près Hechingen est Prince de Hohenzollern-Hechingen de 1671 à 1730, date à laquelle il abdique en faveur de son fils aîné.

## Famille et biographie
Il est le fils aîné de Philippe-Christophe-Frédéric de Hohenzollern-Hechingen (1616 - 1671) et de Marie-Sidonie de Bade-Rodemachern (1635 - 1686). Encore mineur lorsqu'il succède à son père, sa mère assure la régence et l'envoie s'instruire à Baden. Il recevra ensuite une éducation militaire à Vienne avant de régner personnellement - en 1681 - sur la principauté de Hohenzollern-Hechingen. Maréchal impérial il est propriétaire d'un régiment de cuirassiers portant son nom. En 1682, il participe à la répression d'un soulèvement en Hongrie, puis en 1691 à la Bataille de Slankamen. En 1702 il est fait prisonnier à Friedlingen et parvient à se libérer. Deux ans plus tard on le retrouve dans le clan des vainqueurs à la Bataille de Blenheim. En 1704 également il parvient à réprimer une autre révolte en Hongrie.

### Mariages et descendance
Frédéric-Guillaume de Hohenzollern-Hechingen épouse en premières noces à Vienne le 22 juin 1687 Louise, comtesse von Sinzendorf (11 avril 1666 - Vienne 18 mai 1709), fille de Georges-Louis, comte von Sinzendorf et de Dorothée-Elisabeth, duchesse de Schleswig-Holstein-Wiesenbourg.
Six enfants sont issus de cette union :
- Frédéric-Louis de Hohenzollern-Hechingen (Strasbourg 1er septembre 1688 - Château de Lindich, près Hechingen 4 juin 1750) prince de Hohenzollern-Hechingen qui succède à son père
- Louise (Luise Ernestine Friederike) de Hohenzollern-Hechingen (Ulm 7 janvier 1690 - Steyer 21 octobre 1720), elle épouse en 1713 François-Antoine, 3e Prince von Lamberg (1678-1759)
- Charlotte de Hohenzollern-Hechingen née et décédée le 26 décembre 1692
- Christine (Christine Eberhardine Friederike) de Hohenzollern-Hechingen (Hechingen 3 mars 1695 - Vienne 2 décembre 1754), elle fut, à partir de 1728 abbesse au monastère de Munsterbilzen, dépendance de l'Evêché de Liège.
- Frédéric-Charles (Friedrich Karl) de Hohenzollern-Hechingen né et mort en janvier 1697
- Sophie (Sophie Johanna Friederike) de Hohenzollern-Hechingen (Château de Hechingen 16 février 1698 - Munsterbilzen 2 mai 1754), chanoinesse de Munsterbilzen.

Veuf, Frédéric-Guillaume de Hohenzollern-Hechingen épouse à Hechingen le 7 septembre 1710 Maximilienne-Madeleine, baronne von Lützow (11 juillet 1690 - Hechingen 8 septembre 1755)
Deux enfants sont nés de cette union :
- Eberhard (Eberhard Hermann Friedrich) de Hohenzollern-Hechingen (Hechingen 13 septembre 1711 - Hechingen 10 octobre 1726)
- Marie-Maximilienne (Maria Maximiliana) de Hohenzollern-Hechingen (Hechingen 3 mars 1713 - Innsbruck 19 novembre 1743), elle épouse en 1741 Innocent-Charles-Auguste comte von Künigl (1714-1764).

## Généalogie
Frédéric-Guillaume de Hohenzollern-Hechingen appartient à la quatrième branche (lignée de Hohenzollern-Hechingen) issue de la première branche de la Maison de Hohenzollern. Cette quatrième lignée appartient à la branche souabe de la dynastie de Hohenzollern, elle s'éteint en 1869 à la mort de Constantin de Hohenzollern-Hechingen.